# Carl Rappe (1721–1790)

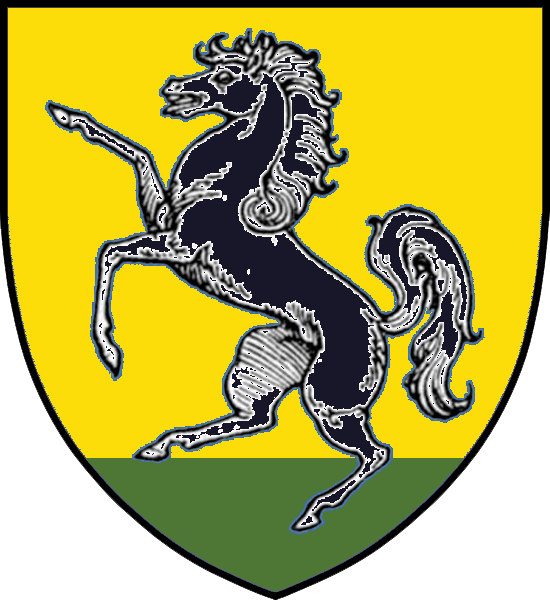
Vapensköld för adelsätten Rappe.

Carl Rappe, född 13 september 1721, död 3 september 1790 på Strömsrum, var en svensk friherre, riksdagsman och landshövding. Bror till landshövdingen Christofer Johan Rappe och farfar till landshövdingen Axel Ludvig Rappe. Gift 1744 med Kristina Margareta Torpadius, är Rappe stamfader för den nu levande friherrliga grenen av ätten. 
Efter fädrens sed ägnande sig åt det militära yrket, ingick Rappe redan 1735 som volontär vid Smålands kavalleri, där han 1742 blev kornett, 1749 ryttmästare och 1757 major, i vilken egenskap han deltog i pommerska kriget. 1760 tog han avsked men deltog icke desto mindre i årets fälttåg som frivillig och på egen bekostnad. Följande år återinträdde han i aktiv krigstjänst som överstelöjtnant och befordrades 1770 till överste för Smålands kavalleriregemente. 
Rappe hade då redan länge gjort sig känd som en framstående deltagare i det politiska livet. Redan vid Riksdagen 1760–1762 omnämns han jämte sin äldre broder som en av Hattpartiets ledare och var då ledamot av sekreta utskottet. Han hugnades också av majoriteten med förmånen att få skatteköpa Strömsrums kungsgård i Kalmar län, vilket beslut visserligen vid 1765-66 års riksdag upphävdes av de då segrande Mössorna för att åter bekräftas av ständerna 1770, sedan partiställningen åter skiftat. 
Hos Gustav III stod Rappe till en början i hög gunst, blev 1771 samtidigt med sin bror förlänad friherrlig värdighet, förordnades 1773 till vice och 1774 till ordinarie landshövding i Kalmar län samt förlänades 1778 generallöjtnants värdighet. Som landshövding ådagalade Rappe stor driftighet men också överdriven stränghet och myndighet, som inom länet framkallade en våldsam jäsning, vilken kom till utbrott i sammanhang med förbudet mot enskild brännvinsbränning och slutade med, att Rappe, efter verkställd undersökning av Gustav III, 1781 återkallades från sitt landshövdingeförordnande. Han drog sig nu tillbaka till vården av sina många lantegendomar.